# In consorteria
In consorteria è un'espressione utilizzata in araldica per indicare due scudi accollati per matrimonio o per dignità. Nel caso degli scudi in consorteria di due coniugi, quello del marito è posto a destra (sinistra di chi guarda) e quello della moglie a sinistra e vengono disegnati entrambi con la stessa forma.

## Traduzioni
- Francese: accolé